# Jennifer Jackson (Tennisspielerin)
Jennifer Jackson (* 24. Februar 2006) ist eine US-amerikanische Tennisspielerin.

## Karriere
Jackson spielt bislang fast ausschließlich Turniere auf der ITF Junior Tour und ITF Women’s World Tennis Tour, wo sie bisher aber noch keinen Titel gewinnen konnte.
2022 erhielt sie im Oktober zusammen mit ihrer Partnerin Rhiann Newborn eine Wildcard für das Hauptfeld im Damendoppel der Christus Health Pro Challenge, wo die beiden in der ersten Runde gegen Jayci Goldsmith und Tatiana Makarova mit 1:6 und 2:6 verloren.
2025 erhielt sie im Februar eine Wildcard für die Qualifikation zu den ATX Open, ihrem ersten Turnier auf der WTA Tour.

## College Tennis
Jackson wird ab Frühjahr 2025 für das Damentennisteam der Aggies der Texas A&M University spielen.